# Amor de Perdição (film uit 1979)
Amor de Perdição ("Liefde voor het verderf") is een Portugese film uit 1979, geregisseerd door Manoel de Oliveira. Het is een verfilming van de gelijknamige roman van de Portugese schrijver Camilo Castelo Branco.
De film werd oorspronkelijk uitgezonden in 1978 als miniserie op de Portugese televisie door RTP, onder de titel Amor der Perdição – Memórias de uma Família.